# نيك برينسيب
نيك برينسيب (بالإنجليزية: Nick Principe)‏ (30 ديسمبر 1978، وارويك الولايات المتحدة - ) ممثل أمريكي.

## أفلامه
مثل في أفلام عديدة، منها:
- مقاطعة ماديسون
- لايد تو رست

## وصلات خارجية
- نيك برينسيب على موقع IMDb (الإنجليزية)
- نيك برينسيب على موقع ألو سيني (الفرنسية)
- نيك برينسيب على موقع أول موفي (الإنجليزية)
- نيك برينسيب على موقع قاعدة بيانات الفيلم (الإنجليزية)
- نيك برينسيب على موقع كينوبويسك (الروسية)

صفحته على imdb